# Johannes Tauler
Johannes Tauler (c. 1300 a Estrasburg, † 16 juny 1361 a Estrasburg) va ser un teòleg alemany membre de l'Orde dels Predicadors. Junt amb Heinrich Seuse va ser deixeble de Meister Eckhart. Aquests tres mestres espirituals representen el nucli del misticisme a Renània durant la baixa edat mitjana.